# Чемпионат мира по крикету 2019
Чемпионат мира по крикету 2019 года (англ. ICC Cricket World Cup 2019) — двенадцатый розыгрыш Кубка мира по крикету проходил в Англии и Уэльсе (Великобритания) с 30 мая по 14 июля 2019 года. Победу одержала сборная Англии по крикету.
Права на проведение чемпионата были предоставлены в апреле 2006 года, после того как Англия и Уэльс вышли из конкурса на проведение чемпионата мира по крикету 2015 года, который проходил в Австралии и Новой Зеландии. Первый матч был сыгран на стадионе «The Oval», а финал состоялся на стадионе «Lord’s» в Лондоне. Этот Кубок мира по крикету проходил в Англии и Уэльсе в пятый раз после чемпионатов мира 1975, 1979, 1983 и 1999 годов. Уэльс также принимал матчи на турнирах 1983 и 1999 годов, во время которых также проводились матчи в Шотландии, Ирландии и Нидерландах.
Формат турнира состоял из одной группы из десяти команд, каждая из которых сыграла с остальными девятью командами, а четыре лучшие команды перешли в финальную стадию, где сыграли на выбывание. Турнир из десяти команд получил критику из-за неучастия некоторых ассоциированных команд. Учитывая увеличение числа стран, участвующих в тестовых матчах, с 10 до 12, с допуском Ирландии и Афганистана в июне 2017 года, это был первый чемпионат мира, в котором титул был оспорен странами участвовавшими в отборочных матчах. Это был первый чемпионат мира, в котором не участвовали ассоциированные члены.

## Страны-участницы

Выделены страны, которые принимали участие в чемпионате мира по крикету 2019 году.
Квалифицирована как страна-хозяйка
Квалифицированы в рейтинге ICC ODI Championship
Квалифицированы в отборочнои турнире 2018 года
Участвовали в квалификации, но не прошли отбор

- Австралия
- Афганистан
- Англия
- Бангладеш
- Вест-Индия
- Зимбабве
- Индия
- Ирландия
- Новая Зеландия
- ОАЭ
- Пакистан
- Шотландия
- Шри-Ланка
- ЮАР

## Квалификация
В чемпионате мира 2019 года приняли участие 10 команд, что меньше, чем в предыдущих чемпионатах мира 2011 и 2015 годов, в которых участвовало 14 команд. Хозяева и семь лучших других команд в рейтинге ICC One Day International по состоянию на 30 сентября 2017 года заработали автоматическую квалификацию, а оставшиеся два места были определены в отборочном турнире Кубка мира 2018 года.
| Способ квалификации                                    | Дата                | Место проведения | Количество команд | Команды                                                         |
| ------------------------------------------------------ | ------------------- | ---------------- | ----------------- | --------------------------------------------------------------- |
| Страна хозяйка                                         | 30 сентября 2006 г. | -                | 1                 | Англия                                                          |
| Рейтинг ICC ODI Championship                           | 30 сентября 2017    | -                | 7                 | Австралия Бангладеш Индия Новая Зеландия Пакистан ЮАР Шри-Ланка |
| Отборочный турнир 2018 года Чемпионата мира по крикету | 23 марта 2018 года  | Зимбабве         | 2                 | Афганистан Вест-Индия                                           |
| Всего                                                  |                     |                  | 10                |                                                                 |

На момент объявления структуры квалификации ассоциированные и аффилированные члены ICC, которым было гарантировано четыре места в предыдущих двух турнирах Кубка мира, могли быть представлены не более чем двумя командами, а в случае поражения от полноправных членов с самым низким рейтингом в квалификации — совсем ни одной.
Отборочный турнир выиграла команда Афганистана, победив Вест-Индию в финале. Обе эти команды прошли отбор на чемпионат мира, в то время как страна-хозяйка отборочного турнира Зимбабве не смогла выйти в финал и пропустила чемпионат мира впервые с 1983 года. Недавно принятая в полноправные члены Ирландия также пропустила чемпионат мира впервые с 2007 года, и впервые ни одна из ассоциированных стран не приняла участие в чемпионате мира.

## Стадионы

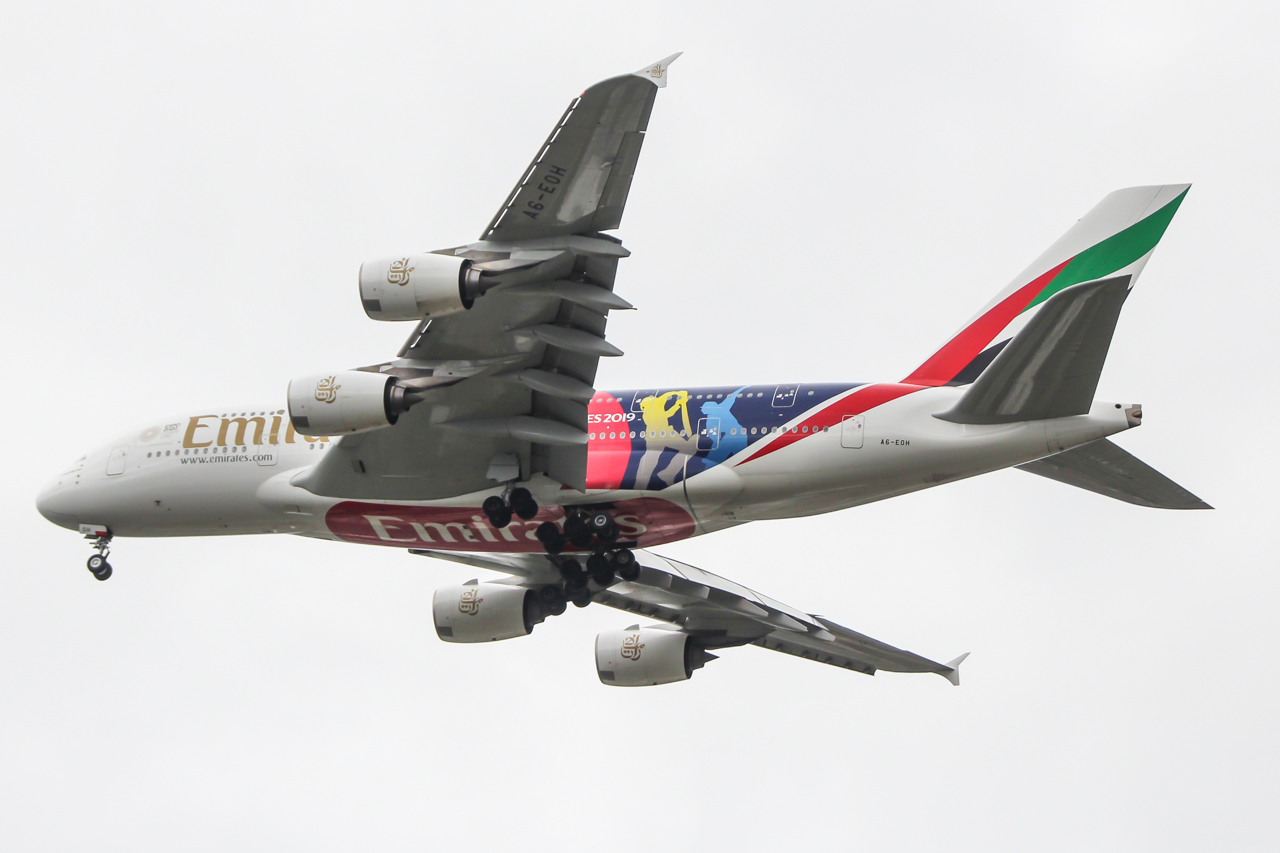
Emirates A380 в специальной ливрее Чемпионат мира по крикету 2019

Список матчей турнира был опубликован 26 апреля 2018 года после завершения заседания Международного совета по крикету (ICC) в Калькутте. Лондонский стадион был назван в качестве возможного места проведения на этапах планирования. В январе 2017 года ICC завершил осмотр площадки, подтвердив при этом, что размеры поля соответствуют требованиям для проведения однодневного международного матча. Однако позже Лондонский стадион не был включен в список мест проведения.
| Бирмингем                    | Бристоль                 | Кардифф             | Честер-ле-Стрит        |
| ---------------------------- | ------------------------ | ------------------- | ---------------------- |
| Edgbaston County Ground      | Bristol County Ground    | Sophia Gardens      | Riverside Ground       |
| Вместимость: 25,000          | Вместимость: 17,500      | Вместимость: 15,643 | Вместимость: 17,000    |
| Матчи: 5 (включая полуфинал) | Матчи: 3                 | Матчи: 4            | Матчи: 3               |
| Edgbaston Cricket Ground     | Bristol County Ground    | Sophia Gardens      | Riverside Ground       |
| Лидс                         | Лондон                   | Лондон              |                        |
| Headingley                   | Lord’s Cricket Ground    | Овал                |                        |
| Вместимость: 18,350          | Вместимость: 30,000      | Вместимость: 25,500 |                        |
| Матчи: 4                     | Матчи: 5 (включая финал) | Матчи: 5            |                        |
| Headingley Cricket Ground    | Lord's                   | The Oval            |                        |
| Манчестер                    | Ноттингем                | Саутгемптон         | Тонтон                 |
| Old Trafford Cricket Ground  | Trent Bridge             | Роуз Боул           | County Ground          |
| Вместимость: 26,000          | Вместимость: 17,500      | Вместимость: 25,000 | Вместимость: 12,500    |
| Матчи: 6 (включая полуфинал) | Матчи: 5                 | Матчи: 5            | Матчи: 3               |
| Old Trafford Cricket Ground  | Trent Bridge             | Rose Bowl           | County Ground, Taunton |

## Турнир

### Групповой этап
| Команда        | И | В | П | П | НР | ЧСБ    | О  |
| -------------- | - | - | - | - | -- | ------ | -- |
| Индия          | 9 | 7 | 1 | 0 | 1  | 0.809  | 15 |
| Австралия      | 9 | 7 | 2 | 0 | 1  | +0.868 | 14 |
| Англия         | 9 | 6 | 3 | 0 | 0  | +1.152 | 12 |
| Новая Зеландия | 9 | 5 | 3 | 0 | 1  | 0.175  | 11 |
| Пакистан       | 9 | 5 | 3 | 0 | 1  | 0.430  | 11 |
| Шри-Ланка      | 9 | 3 | 4 | 0 | 2  | -0.919 | 8  |
| ЮАР            | 9 | 3 | 5 | 0 | 1  | -0.030 | 7  |
| Бангладеш      | 9 | 3 | 5 | 0 | 1  | -1.410 | 7  |
| Вест-Индия     | 9 | 2 | 6 | 0 | 1  | -0.225 | 5  |
| Афганистан     | 9 | 0 | 9 | 0 | 0  | −1.132 | 0  |

### Финальный этап
|  | Полуфиналы                                    | Полуфиналы |     |  | Финал                                   | Финал |  |
|  |                                               |            |     |  |                                         |       |  |
|  | 9 июля — Олд Траффорд, Манчестер              |            |     |  |                                         |       |  |
|  | Индия                                         | 221        |     |  |                                         |       |  |
|  | Новая Зеландия                                | 239/8      |     |  |                                         |       |  |
|  |                                               |            |     |  |                                         |       |  |
|  |                                               |            |     |  | 14 июля — Lord’s Cricket Ground, Лондон |       |  |
|  |                                               |            |     |  | Новая Зеландия                          | 241/8 |  |
|  |                                               | Англия     | 241 |  |                                         |       |  |
|  |                                               |            |     |  |                                         |       |  |
|  |                                               |            |     |  |                                         |       |  |
|  |                                               |            |     |  |                                         |       |  |
|  | 11 июля — Edgbaston Cricket Ground, Бирмингем |            |     |  |                                         |       |  |
|  | Австралия                                     | 223        |     |  |                                         |       |  |
|  | Англия                                        | 226/2      |     |  |                                         |       |  |